# Lliga de la Bandera Blanca
Lliga de la Bandera Blanca (White Flag League, coneguda també com a White Flag Association, White Flag Society, o White Brigade Movement) fou una organització nacionalista sudanesa formada per oficials de l'exèrcit encapçalats pels tinents Ali Abdullatif i Abdullah Khalil el 1923-1924. Reclamaven la independència del Sudan i d'Egipte i la unió de tota la vall del Nil i es declaraven lleials al rei Fuad I.
El tinent Abdul Fadil Almaz va dirigir la revolta de l'acadèmia militat que va acabar en la derrota dels sublevats i la mort d'Almaz en l'assalt dels britànics a l'hospital on es trobava. El fracàs fou causat per la manca de suport de la guarnició egípcia a Kharthum North, que havia promès aportar artilleria però al darrer moment no va fer res. Les manifestacions organitzades posteriorment per la Lliga el 1924 foren prohibides pels britànics.
La bandera del moviment era blanca amb la bandera egípcia (verda, mitja lluna i tres estrelles blanques) al cantó. A la part blanca de dalt a baix hi havia una línia irregular blava que marcava el curs del Nil de manera realista i es dividia a la part baixa en dues línies corresponents al Nil Blanc i Nil Blanc